# 영혼기병 라젠카
《영혼기병 라젠카》(Soul Frame LAZENCA)는 1997년 11월 3일 MBC에서 방영된 13부작 TV 애니메이션이다. 99년 MBC에서 재방영되기도 하였다. 총 제작비는 26억원으로 손오공과 투니버스에서 공동으로 투자해 만들어졌다. 종영 후 1999년 PC게임으로 제작되기도 하였다.
N.EX.T가 음악을 만들었으며, OST가 발매되었다. 음악감독은 방용석이다. 시작곡은 〈Lazenca, Save Us〉(또는 〈해에게서 소년에게(Youtube)〉)이며, 맺음곡은 〈먼 훗날 언젠가〉이다. 아직까지 VCD나 DVD로 발매된 바는 없다.

## 관련 용어
- 라젠카 : 인류의 선조인 카로안 문명 시대에 황실 기사의 영혼이 깃든 기계전사들을 총칭하는 단어로 라는 영혼을, 젠카는 기계전사를 의미하며 라젠카(영혼기병)은 영웅적인 혼을 지닌 기계전사를 뜻한다.

- 가이런 : 1만 7천년 전, 카로안 제국들의 분열과 전쟁 중에 만들어진 라젠카. 특수한 유전인자와 생체파를 가지고 있는 카로안 제국의 황실기사만이 조종할 수 있다. 어깨의 문양은 카로안 최후의 제국 '다무르'를 상징하는 신비한 날짐승 '가안'을 본뜬 것이다.

높이 : 19.20m
무게 : 40.55t (모든 장비 장착시 : 46.90t)
장비 : 빔 블레이드, 레이저 빔 캐논, 빔 블레이드 캐논, 30mm 파동포
- 루타 : 3만년 전, 환경 변환장치 지오데카를 보호하기 위해 카로안 문명 제국들이 공동으로 제작한 라젠카. 자아를 가지고 스스로 움직인다. 카로안 제 3제국 '젠트라'를 상징하는 동물 '루잔'으로 변신이 가능하다.

높이 : 22.65m(인간 형태) 10.79m(동물 형태)
무게 : 54.21t
장비 : 창
- 미루신 : 3만년 전, 환경 변환장치 지오데카를 보호하기 위해 카로안 문명 제국들이 공동으로 제작한 라젠카. 루타와 마찬가지로 자아를 가지고 스스로 움직인다. 카로안 제 5제국 '테무르'를 상징하는 동물 '라신'으로 변신이 가능하다.

높이 : 24.50m(인간 형태) 7.45m(동물 형태)
무게 : 57.75t
장비 : 활
- 젠타 : 1만 7천년 전, 달 측 카로안 제국을 이끌고 루드라가 조종하던 로봇으로 루드라와 함께 부활한다. 가이런의 2배에 해당하는 강력한 파워를 가지고 있다.

- 세토스
- 아트만
- 지오데카

## 방영목록
| 회차   | 부제 (서브 타이틀)         | 방송 일자        |
| 제1화  | 대전의 시작                | 1997년 11월 3일  |
| 제2화  | 희망과 절망의 만남         | 1997년 11월 10일 |
| 제3화  | 녹색의 악몽                | 1997년 11월 17일 |
| 제4화  | 깨어나는 전설              | 1997년 11월 24일 |
| 제5화  | 반란의 최후                | 1997년 12월 1일  |
| 제6화  | 사라진 역사                | 1997년 12월 8일  |
| 제7화  | 모노스타의 역습            | 1997년 12월 15일 |
| 제8화  | 그림자 기사                | 1997년 12월 22일 |
| 제9화  | 죽음의 땅                  | 1997년 12월 29일 |
| 제10화 | 지오메카는 어디에?         | 1998년 1월 5일   |
| 제11화 | 지하도시                   | 1998년 1월 12일  |
| 제12화 | 기도기계                   | 1998년 1월 19일  |
| 제13화 | 지오메카의 대결전 (최종회) | 1998년 1월 26일  |

## 사운드 트랙
《Lazenca - A Space Rock Opera》, 1997년 발매된 N.EX.T의 4집 앨범
| 번호 | 곡명                               | 듣기   | 비고   |
| 1    | Mars, The Bringer Of War           | 유튜브 |        |
| 2    | Lazenca, Save us                   | 유튜브 | 오프닝 |
| 3    | The Power                          | 유튜브 |        |
| 4    | 먼 훗날 언젠가 (Original Version)  | 유튜브 | 엔딩   |
| 5    | 해에게서 소년에게                  | 유튜브 | 오프닝 |
| 6    | A Poem Of Stars - 별의 시          | 유튜브 |        |
| 7    | 먼 훗날 언젠가 (Evening Star Ver.) | 유튜브 |        |
| 8    | The Hero                           | 유튜브 |        |
| ---- | ---------------------------------- | ------ | ------ |

## 등장인물 및 성우
- 아틴 - 강수진 : 가이런의 조종사
- 리아 - 이현선 : 세토스 왕국의 공주
- 모노스타 - 김기현 : 세토스 군 장군 출신으로 세토스 반란군의 우두머리
- 이지스 - 송도영 : 세토스의 여왕, 리아의 어머니. 모노스타에게 인질로 잡힌다.
- 짜라스트로 - 유강진 : 과학자
- 게노 - 손원일 : 친구
- 로비나 - 이현진 : 친구, 무리들을 이끌고 다닌다.
- 페소 - 이인성 : 친구
- 마루 - 안장혁 : 친구
- 아론 - 김소형 : 친구
- 비타 - 정승욱 : 모노스타의 부하로 계급은 소령. 그러나 훗날 모노스타를 죽이기 위해 자폭한다.
- 막스 - 박상일 : 세토스의 장군, 이지스 여왕의 충신.
- 루드라 - 설영범 : 달측 카로안의 전사
- 마라 - 신성호 : 카로안 제국의 황실기사
- 페레스 - 이영달 : 아틴이 살던 마을의 족장
- 파샤 - 김현직 : 변종인류 족장
- 마누 - 양정화 : 변종인류
- 막스의 부관 - 최원형
- 모노스타의 부관 - 이종혁
- 연구원들 - 온영삼, 이종혁, 최원형
- 키루 - 이지영 : 로비나의 애완동물
- 상황장교 - 손원일